# 聖三位一体 (ボッティチェッリ)
『聖三位一体』（せいさんみいったい、英: The Holy Trinity）、または『コンヴェルティーテ祭壇画』（コンヴェルティーテさいだんが、伊: Pala delle Convertite）は、イタリアのルネサンス期の巨匠、サンドロ・ボッティチェッリによる祭壇画である。制作時期は1491-1493年ごろで、ロンドンのコートールド美術館に所蔵されている。
もともとは、フィレンツェのサンタ・エリザベッタ・デッレ・コンヴェルティーテ教会のために、「医師と薬剤師の組合」 (Arte dei Medici e degli Speziali) によって依頼された。この教会は、売春婦や堕落していた女性がまっとうな生活へと改心したのちに収容される教会兼修道院であったが、その守護聖人はマグダラのマリアであった。
絵画は、熾天使とともにマンドルラ（アーモンド型の枠組み）中の聖三位一体（十字架につけられたイエス・キリスト、神と聖霊の鳩）を表している。背景には、二つの岩の間に青い空があり、その前には熱烈な祈りの姿勢をしているマグダラのマリアと、フィレンツェの守護聖人である洗礼者ヨハネがおり、ヨハネは構図の中央を指している。マグダラのマリアの姿は、ドナテッロ（1453–1455年）による同時代の『改悛のマグダラのマリア』と、サンタ・トリニタ教会にあるデジデーリオ・ダ・セッティニャーノ（1455年ごろ）による同主題の作品に類似している。
画面下部には、小さく、トビアスといっしょに大天使ラファエルが描かれている。聖書の物語に登場するトビアスは、父親を救うために天使から捕獲するように命じられた魚を持っている。大天使ラファエルは、「医師と薬剤師の組合」の守護聖人であった。